# Bahnstrecke Krensitz–Delitzsch
| Streckennummer: | 6915 |                                           |                                           |
| Kursbuchstrecke: | 152n (Crensitz – Rackwitz-Güntheritz) 152m (Rackwitz-Güntheritz – Delitzsch West Klbf) jeweils 1934 178t (Krensitz Nord – Rackwitz Ost) 152m (Rackwitz Ost – Delitzsch Stadt) jeweils 1946 |                                           |                                           |
| Streckenlänge: | 37,3 km |                                           |                                           |
| Spurweite: | 1435 mm (Normalspur) |                                           |                                           |
| | |                                           |                                           |
| \| \| \| von Halle (Saale) \| \| \| \| 0,0 \| Krensitz Süd 107 m \| Krensitz Süd 107 m \| \| \| \| nach Eilenburg \| \| \| \| 2,1 \| Krostitz Nord früher: Lehelitz \| Krostitz Nord früher: Lehelitz \| \| \| 2,9 \| Krostitz Ost früher: Tanne \| Krostitz Ost früher: Tanne \| \| \| 3,5 \| Krostitz \| Krostitz \| \| \| 5,0 \| Krostitz Süd früher: Pröttitz \| Krostitz Süd früher: Pröttitz \| \| \| 6,1 \| Kletzen \| Kletzen \| \| \| 6,8 \| Zschölkau Nord früher: Hohenossig \| Zschölkau Nord früher: Hohenossig \| \| \| 7,9 \| Zschölkau \| Zschölkau \| \| \| 9,7 \| Rackwitz Süd früher Güntheritz \| Rackwitz Süd früher Güntheritz \| \| \| \| Verbindung zur Strecke Leipzig–Bitterfeld \| \| \| \| 10,4 \| Rackwitz Ost \| 120 m \| \| \| \| Leipzig–Bitterfeld \| \| \| \| 13,4 \| Wolteritz früher Lössen \| Wolteritz früher Lössen \| \| \| 17,4 \| Radefeld-Hayna \| Radefeld-Hayna \| \| \| 19,2 \| Freiroda (Kr Delitzsch) \| Freiroda (Kr Delitzsch) \| \| \| 23,2 \| Glesien \| Glesien \| \| \| 25,4 \| Kölsa (Kr Delitzsch) \| Kölsa (Kr Delitzsch) \| \| \| 28,0 \| Zwochau (Kr Delitzsch) \| Zwochau (Kr Delitzsch) \| \| \| 28,9 \| Zwochau Ost früher: Grabschütz \| Zwochau Ost früher: Grabschütz \| \| \| 31,2 \| Lissa (Kr Delitzsch) \| Lissa (Kr Delitzsch) \| \| \| \| Halle (Saale)–Cottbus \| \| \| \| 34,7 \| Delitzsch West \| Delitzsch West \| \| \| \| nach Delitzsch Gbf \| \| \| \| 36,1 \| Delitzsch Süd \| Delitzsch Süd \| \| \| \| von Leipzig \| \| \| \| 37,3 \| Delitzsch Stadt \| Delitzsch Stadt \| \| \| \| nach Bitterfeld \| \| | |                                           |                                           |
| Strecke | | von Halle (Saale)                         | von Halle (Saale)                         |
| Bahnhof | 0,0 | Krensitz Süd 107 m                        | Krensitz Süd 107 m                        |
| Abzweig ehemals geradeaus und nach links | | nach Eilenburg                            | nach Eilenburg                            |
| Haltepunkt / Haltestelle (Strecke außer Betrieb) | 2,1 | Krostitz Nord früher: Lehelitz            | Krostitz Nord früher: Lehelitz            |
| Haltepunkt / Haltestelle (Strecke außer Betrieb) | 2,9 | Krostitz Ost früher: Tanne                | Krostitz Ost früher: Tanne                |
| Bahnhof (Strecke außer Betrieb) | 3,5 | Krostitz                                  | Krostitz                                  |
| Bahnhof (Strecke außer Betrieb) | 5,0 | Krostitz Süd früher: Pröttitz             | Krostitz Süd früher: Pröttitz             |
| Bahnhof (Strecke außer Betrieb) | 6,1 | Kletzen                                   | Kletzen                                   |
| Bahnhof (Strecke außer Betrieb) | 6,8 | Zschölkau Nord früher: Hohenossig         | Zschölkau Nord früher: Hohenossig         |
| Bahnhof (Strecke außer Betrieb) | 7,9 | Zschölkau                                 | Zschölkau                                 |
| Haltepunkt / Haltestelle (Strecke außer Betrieb) | 9,7 | Rackwitz Süd früher Güntheritz            | Rackwitz Süd früher Güntheritz            |
| Abzweig geradeaus und von links (Strecke außer Betrieb) | | Verbindung zur Strecke Leipzig–Bitterfeld | Verbindung zur Strecke Leipzig–Bitterfeld |
| Bahnhof (Strecke außer Betrieb) | 10,4 | Rackwitz Ost                              | 120 m                                     |
| Kreuzung geradeaus oben (Strecke geradeaus außer Betrieb) | | Leipzig–Bitterfeld                        | Leipzig–Bitterfeld                        |
| Bahnhof (Strecke außer Betrieb) | 13,4 | Wolteritz früher Lössen                   | Wolteritz früher Lössen                   |
| Bahnhof (Strecke außer Betrieb) | 17,4 | Radefeld-Hayna                            | Radefeld-Hayna                            |
| Bahnhof (Strecke außer Betrieb) | 19,2 | Freiroda (Kr Delitzsch)                   | Freiroda (Kr Delitzsch)                   |
| Bahnhof (Strecke außer Betrieb) | 23,2 | Glesien                                   | Glesien                                   |
| Bahnhof (Strecke außer Betrieb) | 25,4 | Kölsa (Kr Delitzsch)                      | Kölsa (Kr Delitzsch)                      |
| Bahnhof (Strecke außer Betrieb) | 28,0 | Zwochau (Kr Delitzsch)                    | Zwochau (Kr Delitzsch)                    |
| Haltepunkt / Haltestelle (Strecke außer Betrieb) | 28,9 | Zwochau Ost früher: Grabschütz            | Zwochau Ost früher: Grabschütz            |
| Bahnhof (Strecke außer Betrieb) | 31,2 | Lissa (Kr Delitzsch)                      | Lissa (Kr Delitzsch)                      |
| Kreuzung geradeaus oben (Strecke geradeaus außer Betrieb) | | Halle (Saale)–Cottbus                     | Halle (Saale)–Cottbus                     |
| Bahnhof (Strecke außer Betrieb) | 34,7 | Delitzsch West                            | Delitzsch West                            |
| Abzweig geradeaus und nach rechts (Strecke außer Betrieb) | | nach Delitzsch Gbf                        | nach Delitzsch Gbf                        |
| Haltepunkt / Haltestelle (Strecke außer Betrieb) | 36,1 | Delitzsch Süd                             | Delitzsch Süd                             |
| Abzweig ehemals geradeaus und von rechts | | von Leipzig                               | von Leipzig                               |
| Bahnhof | 37,3 | Delitzsch Stadt                           | Delitzsch Stadt                           |
| Strecke | | nach Bitterfeld                           | nach Bitterfeld                           |

Die Bahnstrecke Krensitz–Delitzsch war eine Nebenbahn im heutigen Freistaat Sachsen, die ursprünglich als Delitzscher Kleinbahn erbaut und betrieben worden ist. Sie verlief von Krensitz über Rackwitz nach Delitzsch.
Die normalspurige, zuletzt 37 Kilometer lange Strecke erschloss im damaligen, bis 1947 preußischen Landkreis Delitzsch zahlreiche Orte, die abseits der sich in der Kreisstadt kreuzenden Staatsbahnstrecken Dessau–Leipzig (Berliner Bahn) und Eilenburg–Halle (Sorauer Bahn) lagen. Die von Krensitz nach Delitzsch führende Eisenbahn durchzog dabei auch Teile des großen Braunkohlenreviers zwischen Delitzsch und Leipzig.

## Geschichte
Am 2. Mai 1902 wurde der Personenverkehr von Crensitz (später Krensitz) bis Groß Crostitz (später Krostitz) aufgenommen; der Güterverkehr folgte am 15. Mai 1902. Emil Ferber hatte die Bahn 1902 erbaut und nach einer Erweiterung am 23. Dezember 1904 (Eintragung ins Handelsregister am 23. Juni 1905) die „Kleinbahn Crensitz-Crostitz AG“ gegründet, die bereits am 8. Mai 1909 wieder liquidiert worden war. Nach geringfügigen Verlängerungen am 1. Februar 1905  bis Crostitz Tanne und am 18. Juni 1906 bis Crostitz-Hohenleina ruhte der Weiterbau einige Jahre.
Die am 29. August 1911 unter Mitwirkung des preußischen Staates und der Provinz Sachsen gegründete „Neue Kleinbahn AG Crensitz-Crostitz“ übernahm die Strecke am 1. September 1911 von der „Kleinbahnen Bau- und Betriebsgesellschaft Emil Ferber & Co zu Halle“. Ab dem 28. Januar 1914 führte sie den Namen „Crostitzer Kleinbahn AG“.
Nach Beginn des Ersten Weltkrieges wurde die Strecke am 1. April 1915 bis Rackwitz bei Leipzig verlängert. Dort entstand ein weiterer Anschluss an die Staatsbahn. Der Kleinbahnhof erhielt den Namen Rackwitz-Güntheritz. Den Betrieb führte seit dem 1. Juni 1915 die Kleinbahnabteilung des Provinzialverbandes Sachsen in Merseburg durch. Den bis zum Zweiten Weltkrieg unzureichenden Beförderungszahlen im Personen- und Güterverkehr versuchte man unter anderem durch den Einsatz von Triebwagen und die Ausdünnung des Fahrplans zu begegnen; so fuhr von 1929 bis 1939 zwischen Krensitz und Krostitz-Hohenleina nur ein werktägliches Zugpaar, während gleichzeitig von dort bis Rackwitz-Güntheritz sieben Zugpaare eingesetzt waren.

Aktie über 1000 RM der Delitzscher Kleinbahn-AG vom 25. Februar 1929

Die Crostitzer Kleinbahn wurde am 9. Juni 1927 in „Delitzscher Kleinbahn AG“ umbenannt. Danach wurde von Delitzsch West am 1. November 1928 eine neue Strecke in südwestlicher Richtung – zunächst nur für Güterzüge – bis Zwochau eröffnet. Der Personenverkehr kam hier erst in Gang, als die Strecke am 3. August 1929 bis Rackwitz-Güntheritz verlängert und die nun einen Halbkreis bildende Strecke vollendet worden war. Die Verbindung von Delitzsch West, wo sich jetzt der Betriebsmittelpunkt befand, nach Delitzsch Berliner Bahnhof stellte eine bahneigene Omnibuslinie her; seit dem 15. Dezember 1936 bestand auch eine Schienenverbindung nach Delitzsch Stadt, die das Kleinbahnnetz um 2,6 Kilometer auf insgesamt 37,3 Kilometer verlängerte und den Zubringerbus überflüssig machte. Ab dem 14. August 1942 führte die Kleinbahn den Namen „Delitzscher Eisenbahn AG“.
Nach dem Zweiten Weltkrieg befanden sich 82 Prozent der Aktien in der Hand des Reiches, des Landes, der Provinz und des Kreises. Dennoch wurde die Bahn 1946 unter staatliche Zwangsverwaltung gestellt und die Betriebsführung ab 1. Januar 1947 der Sächsischen Provinzbahnen GmbH unterstellt. Zum 1. April 1949 wurden die von ihr verwalteten Klein- und Privatbahnen der Verwaltung der Deutschen Reichsbahn übergeben. Der Personenverkehr endete zwischen Delitzsch und Glesien am 28. Mai 1967, auf dem Abschnitt bis Rackwitz am 30. Mai 1970 und von dort bis Krensitz am 26. Mai 1972. Güterverkehr wurde zuletzt noch bis zum 3. Juni 1973 zwischen Rackwitz und Krensitz betrieben.
Heute sind alle Gleisanlagen entfernt. Nur einige Bahndämme, z. B. in Rackwitz, lassen noch den Verlauf der Kleinbahn erahnen.

## Überlieferung
Die Überlieferung zur Delitzscher Kleinbahn befindet sich in der Abteilung Dessau des Landesarchivs Sachsen-Anhalt.

## Belege
1. ↑  Amtliche Bekanntmachungen / Eröffnung von Strecken. In: Zeitung des Vereins Deutscher Eisenbahnverwaltungen, 69. Jahrgang, Nr. 33 (15. August 1929), S. 878f.